# Mischocyttarus jucundus
Mischocyttarus jucundus är en getingart som beskrevs av Richards 1978. Mischocyttarus jucundus ingår i släktet Mischocyttarus och familjen getingar. Inga underarter finns listade i Catalogue of Life.